# پر-گانر اندرسن
پر-گانر اندرسن (انگلیسی: Per-Gunnar Andersson؛ زادهٔ ۱۰ مارس ۱۹۸۰) راننده رالی اهل سوئد است. او دو بار موفق به قهرمان در رالی جوانان جهان 
در سال های ۲۰۰۴ و ۲۰۰۷ شده‌است.